# Metaclisis longula
Metaclisis longula är en stekelart som beskrevs av Lubomir Masner 1981. Metaclisis longula ingår i släktet Metaclisis och familjen gallmyggesteklar. Inga underarter finns listade i Catalogue of Life.